# 大丸城
大丸城（おおまるじょう）は、東京都稲城市大丸にあった室町時代前半の日本の城。大丸遺跡（多摩ニュータウンNo.513遺跡）の一つ。

## 概要
多摩ニュータウン地域の開発のため、稲城市内で土地造成が活発に行われた時期に調査された。
1980年（昭和55年）から1986年（昭和61年）にかけて多摩丘陵の一部に当たる大丸地区の、地元で「城山」と呼ばれていた小高い里山を造成して切り崩す過程で東京都埋蔵文化財センターによって発掘調査された。
その結果、里山の頂上を本曲輪にして周囲に空堀を一周させ、その外側に二の曲輪・三の曲輪を配置して里山全体を城とした山城が出現した。この中では12世紀～13世紀の経塚や墓群、板碑群なども見つかった。板碑の年代から14世紀から15世紀に使われた山城だとわかった。城の規模は小規模ながら多摩川を見下ろし敵軍の渡河を監視できる好立地で、要害に適した場所だった。ただし城主となった室町時代の武将が誰なのかは不明である。
この山は、山全体が「大丸遺跡」と呼ばれる複合遺跡なので、城跡以外にも縄文時代の土坑群や古墳時代の横穴墓、さらに奈良時代に武蔵国の国府（府中市）や武蔵国分寺（国分寺市）に葺かれた屋根瓦を製造した窯跡群（この遺跡の西にある「瓦谷戸窯跡」よりやや古い時代のものである）も見つかったが、発掘調査後は山ごと切り崩されてしまったので、現在はほとんど残っていない。説明看板が街の一角に立つ程度であるが、城内から出土したものの幾つかは都指定文化財（考古資料）になって残された。

## 参考図書
- 稲城市教育委員会生涯学習課（編）「発掘された瓦谷戸窯跡」『文化財ノート』第42号、稲城市、2002年3月29日。
- 稲城市教育委員会生涯学習課1（編）「大丸遺跡（その一）-大丸城と墓跡・経塚・板碑群-」『文化財ノート（2011年再版）』第24号、稲城市、2011年3月4日。
- 稲城市教育委員会生涯学習課2（編）「大丸遺跡（その二）-奈良時代の瓦窯跡-」『文化財ノート（2011年再版）』第25号、稲城市、2011年3月4日。